# Alexei Alexandrowitsch Schachmatow

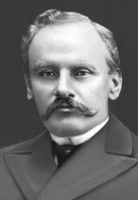
Alexei Alexandrowitsch Schachmatow

Alexei Alexandrowitsch Schachmatow (russisch Алексей Александрович Шахматов; * 5. Junijul. / 17. Juni 1864greg. in Narwa; † 16. August 1920 in Petrograd) war ein russischer Sprachwissenschaftler.

## Biografie
Schachmatow stammte aus einer Adelsfamilie. Ab 1884 studierte er an der historisch-philologischen Fakultät der Universität Moskau, 1887 promovierte er mit einer Arbeit „Über Länge und Betonung im Gemeinslawischen“. 1890 wurde er zum Privatdozenten ernannt. 1894 wurde er Mitarbeiter der Petersburger Akademie der Wissenschaften, 1899 ordentliches Mitglied dieser Akademie. 1910 wurde er Professor an der Universität von St. Petersburg.
Ab 1906 war er Mitglied des Staatsrats und der Duma, u. a. beteiligte er sich an der Vorbereitung der Rechtschreibreform, die schließlich erst 1917 realisiert wurde.

## Wissenschaftliches Werk
Schachmatow war einer der bedeutendsten historischen Sprachwissenschaftler seiner Zeit. Am bekanntesten sind seine Arbeiten über die Nestorchronik, er hat aber auch auf anderen Gebieten wichtige Beiträge geleistet, so etwa in der Dialektologie und der Syntax.